# Померски шкољић
Померски шкољић је ненасељено острвце у хрватском делу Јадранског мора у акваторији општине Медулин.
Острво је једно од 7 острва која се налазе пред, односно у Медулинском заливу, пред улазом у мали залив Фунтане око 1,8 км западно од насеља Помер. Површина Померског шкољића износиоси 0,014 км². Дужина обалске линије је 0,44 км.. 